# يوليسيس برنتيس هيدريك
يوليسيس برنتيس هيدريك (بالإنجليزية: Ulysses Prentiss Hedrick)‏ هو عالم نبات أمريكي، ولد في 1870 في إنديبيندينس في الولايات المتحدة، وتوفي في 1951.